# Dichagyris rhadamanthys
Dichagyris rhadamanthys is een vlinder uit de familie uilen (Noctuidae). De wetenschappelijke naam is voor het eerst geldig gepubliceerd in 1958 door Reisser.
De soort komt voor in Europa.